# 関口翔
関口 翔（せきぐち かける、1994年9月27日 - ）は、日本の女子プロレスラー。千葉県出身。
本名および旧リングネームは関口登子（しょうこ）。

## 略歴
学生時代に男装グループ「志団組」で活動していたところBeginningにスカウトされ、2017年3月26日、新木場1stRINGでの対日里麻美戦でプロレスデビュー。青SHUN学園の瀬乃悠月プロデュースの男装チーム「恒星宇宙（クペイサー）」としても活動しており、プロレスにおいても宝塚男役のようないでたちとキャラクターでデビューした。
2017年よりOZアカデミーにも参戦。加藤園子とのタッグでも活動する。
2019年1月20日、COLOR'S旗揚げ戦では林亜佑美に9分18秒で完勝。
2021年12月31日、アクトレスガールズのプロレス活動終了およびBeginning、Color’s解散に伴い、アクトレスガールズを卒業。プロレスラーとしての活動は継続する。
2022年2月12日開催の新生COLOR'S新木場大会にはフリーとして出場。試合後にはSAKI、清水ひかり両者に挑戦表明を行った。

## 入場曲
- ダイヤモンドは砕けない（メインテーマ）

## タイトル歴
OZアカデミー女子プロレス
- 第32代OZアカデミー認定タッグ王座（パートナーは小林香萌）
- 第11代OZアカデミー認定パイオニア3WAY王座

Actwres girl'Z
- 第2代AWGタッグ王座（パートナーは青野未来）

PURE-J女子プロレス
- 第28代デイリースポーツ認定女子タッグ王座（パートナーは米山香織）

COLOR'S
- 第3代COLOR'S王座